# 1588 Descamisada
1588 Descamisada este un asteroid din centura principală, descoperit pe 27 iunie 1951, de Miguel Itzigsohn.